# فیلیپو دآندریا
فیلیپو دآندریا (انگلیسی: Filippo D'Andrea؛ زادهٔ ۲۵ سپتامبر ۱۹۹۸) بازیکن فوتبال اهل ایتالیا است.